# Maxime Hardy
Maxime Hardy (17 november 1987) is een Belgisch politicus voor de PS.

## Levensloop
Hardy werd in 2009 bachelor in de marketing aan het Instituut voor Technisch- en Handelsonderwijs en Onderwijs voor Sociale Promotie (IETCPS) in Charleroi, in 2011  master in de arbeidswetenschappen aan de ULB en in 2012 master in de bedrijfskunde aan de Universiteit van Bergen. Daarnaast behaalde hij aan Harvard University een certificaat in territoriale strategie, micro-economie en competitiviteit. Na zijn studies was hij van 2013 tot 2014 sociaal-economisch adviseur op het kabinet van premier Elio Di Rupo. Toen Di Rupo van 2014 tot 2019 PS-voorzitter was, werkte Hardy als diens woordvoerder. Ook daarna bleef hij communicatieadviseur van zijn partij. Daarnaast nam hij als mannequin deel aan verschillende defilés van het modehuis Prada.
Sinds december 2018 is hij voor de PS gemeenteraadslid van Charleroi. In januari 2020 werd Hardy  tevens lid van het Waals Parlement en het Parlement van de Franse Gemeenschap voor de kieskring Charleroi-Thuin, als opvolger van de overleden Philippe Blanchart. In mei 2023 nam hij ontslag als parlementslid vanwege zijn aanstelling tot schepen van Financiën en Toerisme in Charleroi.
Zijn vader Pierre Hardy zetelde ook in het Waals Parlement.